# Tabora
Tabora je grad u središnjoj Tanzaniji, sjedište istoimene regije. Polovicom 19. stoljeća osnovali su je arapski trgovci robljem.
Godine 2002. Tabora je imala 127.887 stanovnika.

## Vanjske poveznice
- Tabora na stranici Turističke zajednice Tanzanije  Arhivirana inačica izvorne stranice od 14. siječnja 2010. (Wayback Machine) (engl.)

### Ostali projekti
|  | Zajednički poslužitelj ima još gradiva o temi Tabora |